# Perdue Farms
Perdue Farms es la empresa matriz de Perdue Foods y Perdue AgriBusiness, con sede en Salisbury, Maryland. Perdue Foods es una de las principales empresas de procesamiento de pollo, pavo y cerdo en Estados Unidos. Perdue AgriBusiness se encuentra entre las principales empresas de cereales de Estados Unidos. Perdue Farms tiene unas ventas anuales en 2021 de 8.000 millones de dólares.

## Historia

### Origen y época de guerra
La empresa fue fundada en 1920 por Arthur Perdue con su esposa, Pearl Perdue, que había estado manteniendo un pequeño corral de pollos. La empresa comenzó vendiendo huevos de mesa, y luego, en 1925, construyó la primera planta de incubación de la empresa, y pasó a vender pollitos a los granjeros en lugar de huevos. Su hijo Frank Perdue se incorporó a la empresa en 1939 a la edad de 19 años tras abandonar la universidad.

### Crecimiento en la posguerra
La empresa se constituyó como A.W. Perdue & Son y Frank Perdue asumió el liderazgo en la década de 1950. La empresa también comenzó a contratar a agricultores locales para criar sus aves y suministrar pollos para su procesamiento, así como a abrir una segunda planta de incubación en Carolina del Norte durante este período.

### Integración total
Perdue entró en el negocio de los cereales y las semillas oleaginosas construyendo instalaciones de recepción y almacenamiento de cereales y la primera planta de procesamiento de soja en Maryland.
En 1968, la empresa comenzó a operar su primera planta de procesamiento de aves de corral en Salisbury. Este movimiento tuvo dos efectos: le dio a Perdue Farms plena integración vertical y control de calidad sobre cada paso desde el huevo y el pienso hasta el mercado, así como el aumento de los beneficios que estaban siendo exprimidos por los procesadores. Este movimiento permitió a la empresa diferenciar su producto, en lugar de vender una mercancía.
En 1991, el hijo de Frank, Jim Perdue fue nombrado presidente, convirtiéndose en la tercera generación de líderes de la familia Perdue.

## Perdue hoy
En 2013, Perdue era, según los informes, el tercer mayor productor estadounidense de pollos de engorde (pollos para comer) y se estimaba que tenía el 7% del mercado de producción de pollo de Estados Unidos, por detrás de Pilgrim's Pride y Tyson Foods.
En 2010, la estructura corporativa de Perdue Farms cambió. Un holding, FPP Family Investments, Inc, propiedad de la familia Perdue, se convirtió en la entidad de control de Perdue Farms. El holding también es dueño de Perdue AgriBusiness, una operación de granos; FPP Business Services, una compañía de servicios empresariales compartidos; y Coleman Natural Foods.
Otras filiales son Heritage Breeders, LLC, que se encarga de desarrollar la raza utilizada por Perdue, y de desarrollar otras líneas de ganado para su venta a otras empresas avícolas; Venture Milling, que crea proteínas para el ganado; Perdue Fats and Proteins, LLC, que vende ingredientes para mascotas y piensos; Perdue BioEnergy, LLC, que trabaja en el campo de las energías renovables; y Perdue AgriRecycle, que convierte la cama de las aves en productos fertilizantes orgánicos.
En 2007, Perdue eliminó todos los antibióticos humanos de sus piensos y lanzó la marca "Harvestland", bajo la cual vendía productos que cumplían los requisitos de una etiqueta "sin antibióticos".  En 2014, Harvestland había crecido hasta convertirse en un negocio de 200 millones de dólares. En 2014, Perdue eliminó todos los antibióticos (incluidos los ionóforos, que son antibióticos utilizados en los animales para promover el crecimiento, prevenir enfermedades y reducir los costes de producción) de su criadero, y comenzó a utilizar las etiquetas "sin antibióticos" en sus productos Harvestland, Simply Smart y Perfect Portions.
En marzo de 2017, Jim Perdue, presidente de Perdue Farms, anunció que Randy Day sería ascendido de director de operaciones a director general. Day sería el cuarto director general en la historia de la empresa.  Perdue seguiría siendo el presidente del consejo de administración.

## Críticas
Perdue ha sido criticada por la falta de adhesión de sus fábricas a algunas prácticas básicas de bienestar animal. Las directrices que sigue Perdue, creadas por el Consejo Nacional del Pollo, han suscitado críticas por permitir que las aves estén privadas de luz, comida y agua durante largos periodos, y también por permitir que los animales sean colgados boca abajo por los tobillos antes de ser sacrificados. En 2010, la Humane Society of the United States interpuso una demanda contra Perdue por violar una ley de fraude al consumidor de Nueva Jersey al aplicar las etiquetas "puramente natural" y "criado de forma humana" a sus productos cuando los consumidores razonables no considerarían "humanas" las condiciones en las que se crían los pollos de Perdue. " La Humane Society presentó una demanda similar en Florida en abril de 2013 después de que un tribunal federal rechazara una apelación de Perdue para que se rechazara un caso similar. En respuesta, Perdue emitió un comunicado en el que afirmaba que sus prácticas "superan las directrices del Consejo Nacional del Pollo en varias áreas, incluyendo la supervisión de la calidad del aire en el gallinero, la supervisión por vídeo de las áreas de manipulación de aves vivas en la planta de procesamiento y las auditorías del USDA de las granjas de productores y criaderos".
Perdue también ha sido criticado por la supuesta contaminación de la Bahía de Chesapeake. En 2010, el Assateague Coastal Trust demandó a Perdue por violar la Clean Water Act al permitir supuestamente que un exceso de estiércol de pollo llegara a la bahía. La demanda fue ganada posteriormente por Perdue en octubre de 2012, después de que el grupo ecologista no lograra demostrar que los residuos escurridos procedían de los gallineros.